# FC Slovácká Sparta Spytihněv
FC Slovácká Sparta Spytihněv je český fotbalový klub ze Spytihněvi, který byl založen roku 1927. Od sezony 2014/15 působí v Okresní soutěži Zlínska – sk. A (9. nejvyšší/2. nejnižší soutěž).
Nejslavnějším odchovancem oddílu je spytihněvský rodák Rudolf Kučera.

## Vývoj názvu
- 1927 – RH Spytihněv (Rudá hvězda Spytihněv)
- 1936 – SK Slovácká Sparta Spytihněv (sloučením RH Spytihněv a Viktoria Spytihněv)
- 1948 – TJ Sokol Spytihněv (Tělovýchovná jednota Sokol Spytihněv)
- 1990 – FC Slovácká Sparta Spytihněv (Football Club Slovácká Sparta Spytihněv)[4]

## Umístění v jednotlivých sezonách
Stručný přehled
- 2002–2003: I. B třída Zlínského kraje – sk. C
- 2003–2006: I. A třída Zlínského kraje – sk. B
- 2006–2011: Přebor Zlínského kraje
- 2011–2013: Divize D
- 2013–2014: Přebor Zlínského kraje
- 2014–: Okresní soutěž Zlínska – sk. A

Jednotlivé ročníky
Legenda: Z – zápasy, V – výhry, R – remízy, P – porážky, VG – vstřelené góly, OG – obdržené góly, +/− – rozdíl skóre, B – body, červené podbarvení – sestup, zelené podbarvení – postup, fialové podbarvení – reorganizace, změna skupiny či soutěže
| Česko (2002 – ) |                                    |        |    |    |       |    |    |    |     |    |        |
| Sezóny          | Liga                               | Úroveň | Z  | V  | R     | P  | VG | OG | +/− | B  | Pozice |
| 2002/03         | I. B třída Zlínského kraje – sk. C | 7      | 26 | 19 | 5     | 2  | 62 | 22 | +40 | 62 | 1.     |
| 2003/04         | I. A třída Zlínského kraje – sk. B | 6      | 26 | 15 | 2     | 9  | 54 | 45 | +9  | 47 | 2.     |
| 2004/05         | I. A třída Zlínského kraje – sk. B | 6      | 26 | 18 | 5     | 3  | 66 | 27 | +39 | 59 | 2.     |
| 2005/06         | I. A třída Zlínského kraje – sk. B | 6      | 26 | 20 | 3     | 3  | 84 | 29 | +55 | 63 | 1.     |
| 2006/07         | Přebor Zlínského kraje             | 5      | 28 | 14 | 4     | 10 | 44 | 34 | +10 | 46 | 5.     |
| 2007/08         | Přebor Zlínského kraje             | 5      | 30 | 17 | 6     | 7  | 64 | 36 | +28 | 57 | 3.     |
| 2008/09         | Přebor Zlínského kraje             | 5      | 30 | 20 | 4     | 6  | 83 | 38 | +45 | 64 | 1.     |
| 2009/10         | Přebor Zlínského kraje             | 5      | 30 | 16 | 8     | 6  | 75 | 40 | +35 | 56 | 2.     |
| 2010/11         | Přebor Zlínského kraje             | 5      | 30 | 22 | 2     | 6  | 86 | 41 | +45 | 68 | 1.     |
| 2011/12         | Divize D                           | 4      | 30 | 13 | 4     | 13 | 43 | 56 | −13 | 43 | 6.     |
| 2012/13         | Divize D                           | 4      | 28 | 8  | 6     | 14 | 35 | 55 | −20 | 30 | 15.    |
| 2013/14         | Přebor Zlínského kraje             | 5      | 26 | 14 | 3     | 9  | 57 | 33 | +24 | 45 | 3.     |
| 2014/15         | Okresní soutěž Zlínska – sk. A     | 9      | 26 | 13 | 0 / 3 | 10 | 70 | 48 | +22 | 42 | 7.     |
| 2015/16         | Okresní soutěž Zlínska – sk. A     | 9      | 26 | 6  | 2 / 1 | 17 | 50 | 74 | −24 | 23 | 11.    |
| 2016/17         | Okresní soutěž Zlínska – sk. A     | 9      | 26 | 9  | 3 / 1 | 13 | 50 | 64 | −14 | 34 | 9.     |
| 2017/18         | Okresní soutěž Zlínska – sk. A     | 9      | 26 | 5  | 7 / 1 | 13 | 33 | 67 | −34 | 30 | 10.    |
| 2018/19         | Okresní soutěž Zlínska – sk. A     | 9      | 26 | 5  | 8     | 13 | 33 | 59 | −26 | 29 | 13.    |
| 2019/20         | Okresní soutěž Zlínska – sk. A     | 9      | 13 | 5  | 2     | 6  | 26 | 35 | −9  | 19 | 7.     |
| 2020/21         | Okresní soutěž Zlínska – sk. A     | 9      | 9  | 3  | 1     | 5  | 18 | 17 | +1  | 10 | 11.    |
| 2021/22         | Okresní soutěž Zlínska – sk. A     | 9      | 26 | 10 | 4     | 12 | 54 | 65 | −11 | 34 | 10.    |
| 2022/23         | Okresní soutěž Zlínska – sk. A     | 9      | 22 | 12 | 3     | 7  | 61 | 38 | +23 | 39 | 3.     |
| 2023/24         | Okresní soutěž Zlínska – sk. A     | 9      | 22 | 11 | 4     | 7  | 55 | 34 | +21 | 37 | 4.     |
| 2024/25         | Okresní soutěž Zlínska – sk. A     | 9      | 11 | 4  | 5     | 2  | 25 | 19 | +6  | 17 | 5.     |

Poznámky:
- 2008/09: FC SSS se z ekonomických důvodů[8] vzdal postupu do Divize D 2009/10 ve prospěch ČSK Uherský Brod (2. místo).
- 2013/14: Spytihněvští podali přihlášku do 2. nejnižší soutěže.
- 2014/15: Od sezony 2014/15 se hraje ve Zlínském kraji tímto způsobem: Pokud zápas skončí nerozhodně, kope se penaltový rozstřel. Jeho vítěz bere 2 body, poražený pak jeden bod. Za výhru po 90 minutách jsou 3 body, za prohru po 90 minutách není žádný bod.
- 2019/20: Sezona nedohrána kvůli pandemii covidu-19.
- 2020/21: Sezona nedohrána kvůli pandemii covidu-19.

## FC Slovácká Sparta Spytihněv „B“
FC Slovácká Sparta Spytihněv „B“ byl rezervním týmem Spytihněvi, který se pohyboval v okresních soutěžích. Po sezoně 2013/14 byl zrušen v souvislosti s pádem A-mužstva do okresních soutěží.
Stručný přehled
- 2004–2005: Okresní soutěž Zlínska – sk. C
- 2005–2006: Okresní soutěž Zlínska – sk. A
- 2006–2007: bez soutěže
- 2007–2014: Základní třída Zlínska – sk. A

Jednotlivé ročníky

### Umístění v jednotlivých sezonách
Legenda: Z – zápasy, V – výhry, R – remízy, P – porážky, VG – vstřelené góly, OG – obdržené góly, +/− – rozdíl skóre, B – body, červené podbarvení – sestup, zelené podbarvení – postup, fialové podbarvení – reorganizace, změna skupiny či soutěže
| Česko (2004 – 2014) |                                                            |                                                            |                                                            |                                                            |                                                            |                                                            |                                                            |                                                            |                                                            |                                                            |                                                            |
| Sezóny              | Liga                                                       | Úroveň                                                     | Z                                                          | V                                                          | R                                                          | P                                                          | VG                                                         | OG                                                         | +/−                                                        | B                                                          | Pozice                                                     |
| 2004/05             | Okresní soutěž Zlínska – sk. C                             | 9                                                          | 22                                                         | 8                                                          | 2                                                          | 12                                                         | 43                                                         | 49                                                         | −6                                                         | 26                                                         | 8.                                                         |
| 2005/06             | Okresní soutěž Zlínska – sk. A                             | 9                                                          | 22                                                         | 14                                                         | 3                                                          | 5                                                          | 57                                                         | 39                                                         | +18                                                        | 45                                                         | 2.                                                         |
| 2006/07             | V této sezoně nebylo B-mužstvo přihlášeno v žádné soutěži. | V této sezoně nebylo B-mužstvo přihlášeno v žádné soutěži. | V této sezoně nebylo B-mužstvo přihlášeno v žádné soutěži. | V této sezoně nebylo B-mužstvo přihlášeno v žádné soutěži. | V této sezoně nebylo B-mužstvo přihlášeno v žádné soutěži. | V této sezoně nebylo B-mužstvo přihlášeno v žádné soutěži. | V této sezoně nebylo B-mužstvo přihlášeno v žádné soutěži. | V této sezoně nebylo B-mužstvo přihlášeno v žádné soutěži. | V této sezoně nebylo B-mužstvo přihlášeno v žádné soutěži. | V této sezoně nebylo B-mužstvo přihlášeno v žádné soutěži. | V této sezoně nebylo B-mužstvo přihlášeno v žádné soutěži. |
| 2007/08             | Základní třída Zlínska – sk. A                             | 10                                                         | 22                                                         | 8                                                          | 1                                                          | 13                                                         | 60                                                         | 49                                                         | +11                                                        | 25                                                         | 9.                                                         |
| 2008/09             | Základní třída Zlínska – sk. A                             | 10                                                         | 24                                                         | 5                                                          | 1                                                          | 18                                                         | 29                                                         | 66                                                         | −37                                                        | 16                                                         | 12.                                                        |
| 2009/10             | Základní třída Zlínska – sk. A                             | 10                                                         | 24                                                         | 14                                                         | 3                                                          | 7                                                          | 85                                                         | 43                                                         | +42                                                        | 45                                                         | 3.                                                         |
| 2010/11             | Základní třída Zlínska – sk. A                             | 10                                                         | 24                                                         | 12                                                         | 3                                                          | 9                                                          | 64                                                         | 58                                                         | +6                                                         | 39                                                         | 5.                                                         |
| 2011/12             | Základní třída Zlínska – sk. A                             | 10                                                         | 22                                                         | 16                                                         | 0                                                          | 6                                                          | 73                                                         | 29                                                         | +44                                                        | 48                                                         | 2.                                                         |
| 2012/13             | Základní třída Zlínska – sk. A                             | 10                                                         | 22                                                         | 17                                                         | 1                                                          | 4                                                          | 74                                                         | 32                                                         | +42                                                        | 52                                                         | 2.                                                         |
| 2013/14             | Základní třída Zlínska – sk. A                             | 10                                                         | 20                                                         | 18                                                         | 1                                                          | 1                                                          | 67                                                         | 16                                                         | +51                                                        | 55                                                         | 1.                                                         |